# Jätten
Jätten è un film drammatico del 2016 scritto, sceneggiato e diretto da Johannes Nyholm.

## Trama
Rikard è un uomo affetto da autismo che è stato separato dalla madre alla nascita. Si convince crescendo che riuscirà a reincontrarla solo vincendo il campionato scandinavo di bocce.

## Riconoscimenti
Guldbagge - 2016
Miglior film
Migliore sceneggiatura a Johannes Nyholm
Candidatura a miglior attore non protagonista a Johan Kylén
Candidatura a migliore musica originale a Björn Olsson
Festival internazionale del cinema di San Sebastián - 2016
Candidatura a Concha de Oro